# Annemarie Verstappen
Pour les articles homonymes, voir Verstappen.
Annemarie Verstappen, née le 3 octobre 1965 à Rosmalen, est une nageuse néerlandaise.

## Biographie
Annemarie Verstappen participe aux Jeux olympiques d'été de 1984 à Los Angeles ; elle est médaillée d'argent sur 4 × 100 mètres nage libre avec Conny van Bentum, Elles Voskes et Desi Reijers ainsi que médaillée de bronze sur 100 et 200 mètres nage libre et termine quatrième du 100 mètres papillon.
Elle est la mère du footballeur Vincent Janssen.

## Palmarès

### Championnats d'Europe
- Championnats d'Europe 1981 à Split (Yougoslavie) :
  -  Médaille de bronze du relais 4 × 100 m nage libre.
- Championnats d'Europe 1983 à Rome (Italie) :
  -  Médaille d'argent du relais 4 × 100 m nage libre ;
  -  Médaille d'argent du relais 4 × 100 m 4 nages ;
  -  Médaille de bronze du relais 4 × 200 m nage libre.
- Championnats d'Europe 1985 à Sofia (Bulgarie) :
  -  Médaille de bronze du relais 4 × 100 m nage libre.